# George Groves
George Groves (St Helens, 13 de dezembro de 1901 — 4 de setembro de 1976) é um sonoplasta estadunidense. Venceu o Oscar de melhor mixagem de som em duas ocasiões: por Sayonara e My Fair Lady.